# Foxconn
Foxconn (čínsky 富士康科技集團) je nadnárodní korporace s hlavním sídlem na Tchaj-wanu v Tchu-čchengu, čtvrť speciální obce Nová Tchaj-pej. V České republice má továrny v Pardubicích a Kutné Hoře. Foxconn je celosvětově největším výrobcem elektroniky a počítačových součástek,[zdroj?] které zejména vyrábí pro jiné firmy. Mezi jeho výrobky patří například Mac mini, iPod, iPad a iPhone pro Apple, základní desky pro Intel, komponenty různé objednávky pro Hewlett-Packard a Dell, PlayStation 2, PlayStation 3 a PlayStation 4 pro Sony, Wii pro Nintendo, Xbox 360 pro Microsoft, různé mobilní telefony pro Motorolu a zařízení značky Cisco.

## Historie
Firma vznikla v roce 1974 jako výrobce plastových výrobků (zejména konektorů) a dodnes ji řídí Terry Gou, který ji založil. První továrnu v Čínské lidové republice otevřela v Šen-čenu v roce 1988; tato továrna je dnes největší firemní továrnou – má více než 330 000 zaměstnanců. V roce 1991 vstoupila na Tchajwanskou burzu.
V roce 2010 se firma rozhodla zareagovat na sérii sebevražd svých dělníků tím, že je přiměje zavázat se, že nespáchají sebevraždu, ale v případě duševních problémů vyhledají psychiatra.